# 笥
笥（け）とは、古代日本において食べ物を載せた器、すなわち食器一般を指す。
『万葉集』所収の有間皇子の歌（家なれば笥に盛る飯（いひ）を草枕旅にしあれば椎（しひ）の葉に盛る）に登場するほか、正倉院文書からは大笥・小笥・杯代笥・盤代笥・田笥・麻笥などの種類が存在したことが確認できる。『延喜式』では平安京及び畿内が貢納するものとして板笥・藺笥・円笥が挙げられている。
上下貴賎を問わず、広く用いられていたが、庶民が木器や土器で作られた笥を用いていたに対して、貴族は漆塗りや銀製の笥が用いられていたという。